# Keita Kosugi
Keita Kosugi (小杉 啓太?, Kosugi Keita; 18 marzo 2006) è un calciatore giapponese, difensore del Djurgården.

## Carriera

### Club
Cresciuto calcisticamente nello Shonan Bellmare, nel 2024 si trasferisce diciottenne in Svezia al Djurgården, club del campionato di Allsvenskan.

### Nazionale
Vanta 13 presenze con le rappresentative giovanili giapponesi. Ha preso parte al Campionato asiatico di calcio Under-17 2023 vinto dal Giappone.

## Palmarès

### Nazionali

#### Competizioni giovanili
- Campionato asiatico di calcio Under-17: 1

2023